# Desmos saccopetaloides
Desmos saccopetaloides (W.T.Wang) P.T.Li – gatunek rośliny z rodziny flaszowcowatych (Annonaceae Juss.). Występuje endemicznie w południowej części Chin w południowo-zachodnim Junnanie. 

## Morfologia
PokrójZimozielone drzewo dorastające do 6 m wysokości. Młode pędy są gęsto owłosione.
LiścieMają eliptyczny, podłużny lub owalnie podłużny kształt. Mierzą 5,5–13,5 cm długości oraz 2–4,5 cm szerokości. Nasada liścia jest od sercowatej do uciętej. Blaszka liściowa jest o ostrym lub krótko spiczastym wierzchołku. Ogonek liściowy jest nagi i dorasta do 3–5 mm długości.
KwiatySą pojedyncze, rozwijają się naprzeciwlegle do liści. Działki kielicha mają owalnie trójkątny kształt, są owłosione od wewnętrznej strony i dorastają do 1 mm długości. Płatki mają owalnie lancetowaty kształt i żółtozielonkawą barwę, płatki wewnętrzne osiągają do 2,5–3,5 cm długości oraz 1–1,5 cm szerokości i są większe od zewnętrznych. Kwiaty mają 12 bardzo owłosionych słupków o odwrotnie owalnie eliptycznym kształcie i długości 2,5 mm.
OwoceTworzą owoc zbiorowy. Mają kształt od odwrotnie owalnie eliptycznego do podłużnie równowąskiego. Osiągają 1,5–3 cm długości i 1 cm szerokości.

## Biologia i ekologia
Rośnie w lasach. Występuje na wysokości od 1200 do 2300 m n.p.m. Kwitnie od sierpnia do września, natomiast owoce pojawiają się od października do listopada.